# Хата, Рётаро
Рётаро Хата (яп. 畑良太郎, 4 (16) апреля 1867 — 5 апреля 1937) — японский дипломат, посол Японии в Швеции, Дании, Норвегии и Финляндии (1920—1924).

## Биография
Родился в провинции Синано (позднее префектура Нагано).
В 1890 году окончил юридический факультет Императорского Токийского университета и поступил на службу в Министерство иностранных дел Японии.
С 1892 году занимал различные должности в посольствах Японии в Австрии и Нидерландах.
В 1908 году стал советником в посольстве Японии в Германской империи. 
С 1913 по 1918 год был в должности посла Японии в Бразилии.
С 1920 года был назначен чрезвычайным и полномочным послом Японии в Швеции, исполняя одновременно функции дипломатического представителя своей страны в Дании, Норвегии, а с 1921 года — в Финляндии.
В 1925 году вышел на пенсию.